# Voșlăbeni
Voșlăbeni (ou Voșlobeni, en hongrois Vasláb) est une commune du Județ de Harghita, Roumanie, de 2 056 habitants comprenant deux villages:
- Voșlăbeni/Vasláb, majoritairement roumain ;
- Izvoru Mureșului/Marosfő, majoritairement hongrois.

La commune est majoritairement composée de Roumains, avec une importante minorité sicule (hongroise) représentant 39,25 % de la population.

## Histoire
Les premiers habitants du lieu étaient des Moldaves orthodoxes, serfs de la famille des Comtes Lázár. Le nom de la commune provient d'une mine de fer (vas en hongrois) des environs. La première église du village fut construite en bois en 1714.